# Elia Schilton
Elia Schilton (Alessandria d'Egitto, 22 giugno 1956) è un attore teatrale italiano di origine ebraica, attivo da decenni sulle scene italiane ed internazionali.

## Biografia
Elia Schilton si diploma all'accademia dei Filodrammatici di Milano e fin da subito lavora con registi come Luca Ronconi, Carlo Cecchi, Fabiana Iacozzilli e Peter Stein. Proprio con Stein è protagonista dell'adattamento teatrale de I demoni di Dostoevskij, della durata di 12 ore circa. Nonostante la sua principale attività sia il teatro, lavora anche nell'ambito cinematografico e televisivo in qualità di attore; tra i lavori più interessanti la partecipazione nei film Il richiamo di Claudio Bondì, Il commissario Montalbano di Alberto Sironi, L'amico di famiglia di Paolo Sorrentino e Non mentire di Gianluca Maria Tavarelli. Inoltre è protagonista di letture poetiche, racconti e radiodrammi.

## Filmografia (parziale)

### Cinema
- De reditu - Il ritorno, regìa di Claudio Bondì (2003)
- L'amico di famiglia, regìa di Paolo Sorrentino (2006)
- E noi come stronzi rimanemmo a guardare, regia di Pif (2021)
- Il signore delle formiche, regia di Gianni Amelio (2022)

### Televisione
- Non mentire, regia di Gianluca Maria Tavarelli - serie TV (2019)
- Everybody Loves Diamonds, regia di Gianluca Maria Tavarelli - serie TV, 4 episodi (2023)
- La linea verticale, regia di Mattia Torre - serie TV, 8 Episodi (2018)

## Teatro
- Le nostre anime di notte (2022)